# Burg Hohenburg (Thalheim)
Die wenigen Reste der Burg Hohenburg liegen auf einem felsigen Hügel zwischen Fronhofen und Thalheim in der Gemeinde Bissingen im Landkreis Dillingen an der Donau in Schwaben. Die Höhenburg wurde bereits im 16. Jahrhundert verlassen und noch Anfang des 20. Jahrhunderts als Steinbruch ausgebeutet.

## Geographische Lage
Die Burg liegt bei 511 m ü. NN auf dem so genannten Burgberg in einer Schleife des Kesselbaches im Kesseltal auf einem isolierten Kalksteinriff. Etwa 600 Meter östlich erhebt sich der bekanntere Michelsberg mit seinen Wallanlagen und der Kirche.

## Geschichte
Die edelfreien Herren von Hohenburg erscheinen erstmals im Jahr 1140 mit Odelricus und dessen Sohn Fridericus de Hoenburch als Zeugen in einer Schenkungsurkunde der ebenfalls edelfreien, und vermutlich mit den Hohenburgern verwandten Herren von Fronhofen, zugunsten des Klosters Berchtesgaden. Das wohlhabende Geschlecht dürfte bereits Ende des 13. Jahrhunderts mit dem im Jahr 1270 letztmals genannten Friedrich von Hohenburg erloschen sein.
Die Herrschaft Hohenburg gelangte spätestens 1299 an die Grafen von Oettingen und wurde durch Vögte verwaltet. Im Jahr 1327 wurde die Burg durch die Grafen Ludwig und Friedrich an Ritter Kunrad von Zipplingen verpfändet, um die Mitte des 15. Jahrhunderts wurde sie dann wieder durch oettingische Vögte verwaltet.
1455 erwarb Hans Schenk von Schenkenstein die Herrschaft für 9500 rheinische Gulden von den Grafen.
Schenks Nachfahren verkauften den Besitz 1557 an den Augsburger Landsknechtsführer Sebastian Schertlin von Burtenbach. Der Augsburger veräußerte Hohenburg aber nach Streitigkeiten (Jagdgerechtigkeit und Gerichtsbarkeit) mit den Grafen von Oettingen bereits 1568 wieder an Konrad von Bemelberg den Jüngeren.
Der neue Eigentümer bevorzugte allerdings den bequemeren Aufenthalt im zugehörigen Schloss Bissingen. Die Hohenburg wurde verlassen und war bereits 1598 ruinös.
1661 kam die Herrschaft Hohenburg-Bissingen wieder zurück an die Grafen von Oettingen-Wallerstein. 1663 genehmigte Kaiser Leopold die Herauslösung aus dem Ritterkanton Kocher. Daraus resultierte ein langwieriger Rechtsstreit, der erst 1740 durch einen Vergleich beendet werden konnte.
Im Jahr 1871 stürzten die Reste des Bergfriedes und der Ringmauer zusammen. Ab 1908 beutete der Eigentümer der Hohenburger Mühle die Ruine als Steinbruch aus.
Heute ist die Hauptburg nahezu vollständig mit Bäumen und dichtem Unterholz bewachsen und nur schwer zugänglich.

## Baubeschreibung

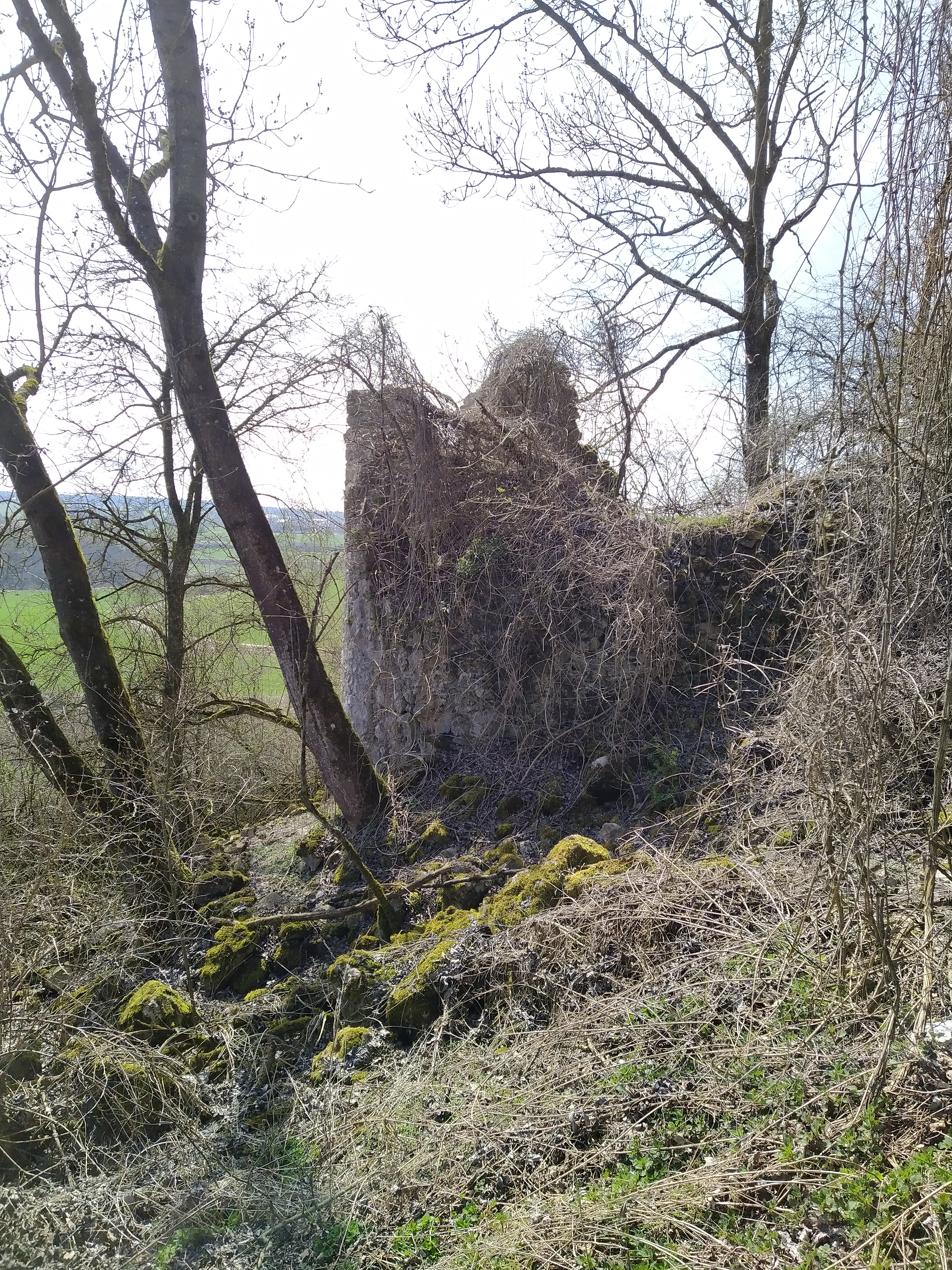
Dieser Turm ist der letzte sichtbare Überrest der Ruine der Hohenburg bei Thalheim, die 1871 in sich zusammenbrach.

Der rechteckigen Hauptburg ist nordöstlich ein kleines Vorwerk vorgelagert, das durch einen bogenförmigen Halsgraben abgetrennt ist. Dieses Vorwerk dürfte dem Schutz des Torweges gedient haben, der sich südlich den Halsgraben hinaufzog.
Vom aufgehenden Mauerwerk haben sich nur Reste der Grabenausmauerung, der Ringmauer und der Torbefestigung erhalten. Hier am ehemaligen Vortor steht noch ein halbrunder Schalenturm aufrecht. Ein zweiter, gleichartiger Wehrturm schützte ehemals etwa 20 Meter westlich den Zugang zur Hauptburg (Mauerreste).
Auf dem Hauptburgplateau trägt ein ungefähr 5 Meter hoher ovaler Hügel die spärlichen Reste des Bergfriedes. Die äußere Form ist heute nicht mehr ersichtlich, dem Grundriss nach müsste der Turm rund gewesen sein.
Zahlreiche Steine des Mauerwerks und der Bachverbauungen der am Fuß des Burghügels gelegenen Mühle stammen von der Burg, die noch Anfang des 20. Jahrhunderts als Steinbruch dienen musste.